# Thorictus sulcicollis
Thorictus sulcicollis là một loài bọ cánh cứng trong họ Dermestidae. Loài này được Perez Arc miêu tả khoa học năm 1868.